# Принц Маркассін (казка)
«Принц Маркассі́н» — (фр. Le Prince Marcassin) казка французької письменниці Мадам д’Онуа. Опублікована в 1698 в збірці «Contes Nouveaux ou Les Fées à la Mode».
Казка написана на основі оповіді «Король-свиня» («Le Roi Porc») Джованні Франческо Страпароли, виданої в 1553 році. В казці Мадам д'Онуа сюжет набагато м'якший від італійського оригіналу: детальніше розповідається про поневіряння короля і королеви, про принца-кабана та облагороджені епізоди смерті двох дівчат і більше романтизовано історію розвіювання чарів третьою сестрицею.